# Stefano Domenicali
Stefano Domenicali, född 11 maj 1965 i Imola, var en italiensk stallchef. 
Domenicali efterträdde Jean Todt som stallchef för formel 1-stallet Ferrari 12 november 2007, en position som Frédéric Vasseur numera sitter på. I september 2020 blev det klart att han tar över som VD för formel 1 då han efterträder Chase Carey från 2021.